# موج‌سواران مترو
موج سواران مترو (به انگلیسی: Subway Surfers) یک بازی موبایل در سبک سکوبازی یا دونده (رانر) است. این بازی توسط شرکت کیلوو و شرکت خصوصی سیبو گیمز توسعه داده شده‌است. این بازی موبایل برای پلتفرم‌های آی‌اواس، اندروید و ویندوز فون در دسترس است.

## داستان بازی
داستان این بازی دربارهٔ پسر نوجوانی به نام جیک است. او با کشیدن نقاشی‌ های دیواری بر روی مترو، مورد تعقیب نگهبان مترو قرار می‌گیرد و باید از چنگ وی فرار کند و در عین‌حال، در مسیر مترو باید بیشترین طلا و رکورد را کسب کند. با سکه‌ها می‌توانید کاراکترهای جدید را باز کنید و با کلید‌هایتان هم می‌توانید شخصیت‌های مختلف را باز کنید.

## امتیازات
این بازی دارای امتیاز ۴٫۵ از ۵ در استورها می‌باشد و تا به حال در حدود یک میلیارد بار توسط کاربران اندروید و آی‌اواس دانلود و دریافت شده‌است.

## در ایران
این بازی در ایران از همان ابتدا، در حال انتشار و فراگیری و محبوب و در دسترس بود و هست و خواهد بود. این بازی یکی از پرطرفدار ترین بازی ها در ایران است.

## به‌روزرسانی
موج سواران مترو بر اساس تعطیلات فصلی بروز می‌شود؛ این بازی هر ماه مبتنی بر یک شهر جدید بروزرسانی می‌شود. 